# Meterana ochthistis
Meterana ochthistis là một loài bướm đêm trong họ Noctuidae.